# هوتالی
هوتالی (به لاتین: Hohtälli) یک کوه در سوئیس است که در کانتون وله واقع شده‌است. هوتالی ۳٬۲۷۵ متر بالاتر از سطح دریا واقع شده‌است.